# Sussak
Sussak (in croato Sušak), in italiano anche nota come Sussa e Sansego di Fiume, è un popoloso sobborgo della città di Fiume, in Croazia.

## Geografia fisica
Sussak costituisce la parte litoranea orientale della città di Fiume, si estende sulla sponda sinistra del delta del fiume Eneo che costituiva dal 1924 al 1947 il confine fra Italia ed Jugoslavia.
L'abitato è situato ai piedi del colle di Tersatto ed è suddiviso nei seguenti rioni: Scoglietto rione a cavallo con Fiume, lungo entrambe le sponde dell'Eneo; Delta situato tra il braccio sinistro dell'Eneo, il Canal Morto a destra; Porto Baross è il bacino artificiale creato sul lato sud-occidentale del Delta; Braidizza (Brajdica) subito ad est del Delta, sulla costa; Pecine (Pećine) sulla costa oltre la Braidizza, lungo la strada Dorotea (com'era chiamato il primo tratto della Jadranska Magistrala); Bulevard prende il nome dal viale a tornanti che si snoda sulle pendici meridionali del colle di Tersatto, nato come quartiere residenziale dall'aspetto signorile; Crimea (Krimeja) quartiere di sviluppo recente alle spalle di Pecine.

## Storia
Il centro di Sussak è di origine recente, essendosi sviluppato tra la metà del XIX secolo ed il XX secolo, a seguito della costruzione prima della strada Carolina, poi della strada Ludovicea o Luisiana ed infine dell'inaugurazione della tratta ferroviaria fino a Fiume. Queste strategiche vie di comunicazione tra lo sbocco al mare e l'entroterra dell'Impero, favorirono i traffici e, con il conseguente potenziamento del porto, lo sviluppo oltreché di Fiume, anche di Sussak.
Fino a tutto il XVII secolo la contrada posta ad est della Fiumara ed ai piedi del colle di Tersatto, era chiamata San Lorenzo, dal nome di un'antica chiesa che sorgeva sul posto ma anche Trans Pontem, ossia "Oltre ponte" (dell'Eneo). Il toponimo Sussak o Susak (letteralmente "luogo secco, arido") viene invece citato nei documenti solo a partire dalla prima metà del XVIII secolo.
Nel contesto dell'Impero, anche Sussak come Fiume dipese dalla Corona d'Ungheria: ma mentre Fiume fu eretta a Porto Franco ed in seguito a Corpus Separatum, Sussak assieme a Tersatto, formò un Comune locale a capoluogo del Distretto omonimo, inserito nel Comitato di Modrussa-Fiume, dipendente dal Regno di Croazia e Slavonia.
L'abitato di Sussak si distingueva dal capoluogo anche perché presentava una popolazione meno composita, infatti l'assoluta maggioranza dei suoi abitanti era anche in passato di lingua ed etnia croata, mentre fu sempre contenuto il numero di residenti italiani. A questi s'aggiunsero nel periodo del grande sviluppo a cavallo tra '800 e '900 un certo numero di abitanti tedeschi ed ungheresi.
Negli anni tra le due guerre mondiali e poi nuovamente a partire dalla seconda metà degli anni quaranta s'insediano a Sussak (come nella stessa Fiume, dopo la sua annessione) numerosi immigrati provenienti da tutte le comunità dell'ex Jugoslavia, che contribuirono notevolmente alla sua crescita demografica.
Con il Trattato di Roma, nel 1924, lo Stato libero di Fiume venne suddiviso fra l'Italia ed il Regno dei Serbi, Croati e Sloveni. Alla prima venne assegnata la città di Fiume, alla seconda i suoi sobborghi orientali e settentrionali tra cui Porto Baross, il bacino nuovo del porto ricavato alla fine del '800 sul Delta, davanti a Sussak.
Nel 1941, in seguito all'attacco delle potenze dell'Asse contro il Regno jugoslavo, Sussak e Porto Baross vennero riunite a Fiume, nella Provincia del Carnaro del Regno d'Italia fino al settembre 1943. Al censimento del luglio 1941, sotto autorità italiana, la Municipalità di Sussak (comprendente Tersatto ed altre frazioni) contava 17 915 abitanti.
Con la seguente occupazione nazista, anche Sussak rientrò nella Zona d'operazioni del Litorale adriatico fino alla capitolazione tedesca e alla presa del potere dell'armata di liberazione jugoslava nel maggio del 1945. Da quel momento la cittadina, che fino ad allora era rimasta sempre comune autonomo sia sotto il governo austroungarico sia sotto il Regno jugoslavo e l'amministrazione italiana, con decreto venne inglobata nel febbraio 1948 (col rango di Comune cittadino) nella nuova città jugoslava di Fiume a cui appartiene tutt'oggi.

## Economia
Sussak aveva nel 1939 16 000 abitanti e costituiva il maggior porto marittimo della Jugoslavia, sede e base della società Jugolijnea la compagnia marittima di bandiera e di altre società minori nonché di importanti cantieri navali e stabilimenti industriali. Florido era pure il piccolo commercio di frontiera con l'adiacente Fiume.